# يو إف سي ليلة القتال: هيرمانسون ضد ستريكلاند
يو إف سي ليلة القتال: هيرمانسون ضد ستريكلاند (بالإنجليزية: UFC Fight Night: Hermansson vs. Strickland)‏ هو حدث لفنون القتال المختلطة نظمته يو إف سي، أُقيم في 5 فبراير 2022، على يو إف سي أبيكس في إنتربرايز، نيفادا، وهي جزء من منطقة لاس فيغاس الحضرية، الولايات المتحدة.